# Clubiona savesi
Clubiona savesi är en spindelart som beskrevs av Lucien Berland 1930. Clubiona savesi ingår i släktet Clubiona och familjen säckspindlar.
Artens utbredningsområde är Nya Kaledonien. Inga underarter finns listade i Catalogue of Life.